# 銀河ゆめゆめ
銀河ゆめゆめ（ぎんがゆめゆめ）は、吉本興業（東京本社）所属のお笑いコンビ。2011年4月結成。NSC東京校16期生。2025年6月29日 サンシャイン単独公演「溢れたの万雷」にて、コンビ名を銀河ゆめゆめに改名。旧コンビ名はサンシャイン。

## メンバー

### 坂田光
坂田 光（さかたひかる、生年月日：1987年8月4日（38歳）- ） 
- 立ち位置は向かって左。ツッコミ・ネタ作り担当。
- 172cm、65kg。A型。
- 福岡県山門郡瀬高町（現 みやま市）出身。
- 福岡大学卒業
- 実家はセロリの専業農家[2]のため、一通りの農作業ができる[※ 1]。
  - 坂田の祖父が、仲間と一緒にセロリ栽培に挑戦し、町の名産にまで築き上げたとのこと[※ 2]。
- 3人兄弟の次男である[※ 2]。
- 特技は小学校1年～高校3年まで続けた剣道（3段所持）[3]。中学校時代には大将を務め、県大会でベスト8の成績を残した。その功績から福岡県内でも有名な剣道部の強い高校に、スポーツ推薦で進学した[※ 2]。
- ライブ観戦や漫画を読むのが趣味。趣味が講じて、邦楽ロック等の音楽、漫画好き芸人とのトークライブを開催している。また、バンドマンや漫画家との付き合いも多い[※ 1]。
- 自身の「スーパーヒーロー」として、ナインティナインの岡村隆史と、銀杏BOYZの峯田和伸をあげている[4]。
  - 著書発売時、岡村はインスタグラムで本の紹介をした[5]。
  - 峯田とは、自身がパーソナリティを務めるラジオ番組で共演した[6]。

#### 来歴
- 岡村への憧れから、芸人を目指すようになる[7]。
- 17歳の夏、お笑い芸人になることを決意する。しかし、親友だった相方候補にコンビ打診を断られ、高校卒業後は地元で進学[※ 2]。
- 大学卒業後に上京し、NSC東京校へ入学。16期生。
- 2019年、初の著書を出版[8]。
- 2020年4月より、全国ネットのラジオ番組のメインパーソナリティに就任し[9]、1年間務める。

#### 受賞歴
- カタリエ2　大賞[10]
- 「原作開発プロジェクト」ノンフィクション部門　大賞[11]
- キナリ杯　一発逆転優勝[12]

#### メディア出演

##### ラジオ
「さかた校長」として
- SCHOOL OF LOCK!（TOKYO FM／JFN系列、月曜 - 木曜 22:00 - 23:55、2020年4月1日 - 2021年9月30日[13]）
  - SCHOOL OF LOCK! FRIDAY（TOKYO FM／JFN系列、金曜 22:00 - 22:55）

##### ミュージックビデオ
- 「クダラナインサイド」（SAKANAMON）
- 「Good News Is Bad News」（Helsinki Lambda Club）

##### 連載
「さかた校長」として
- 「さかた校長 音楽を語る」（読売中高生新聞、「Yroom」5週目担当、2020年5月31日 - ）

#### 過去のメディア出演

##### テレビ
- 雨上がり決死隊のトーク番組　アメトーーク！（テレビ朝日、2018年7月8日） - 「実家が農家芸人」[14]

##### 連載
- 「∞の青春！」（ラフ＆ピースニュースマガジン、2019年8月2日 - 2020年11月5日）

##### インターネット配信
- 「ニガミ17じかん」 - ニガミ17才公式YouTubeチャンネルの生配信。スペシャルMC

#### 出版物
- 『この高鳴りを僕は青春と呼ぶ』（ヨシモトブックス）

### のぶきよ
のぶきよ（生年月日：1987年12月9日（37歳）- ）
- 本名は信清淳（のぶきよ じゅん）。2020年3月2日より現在の芸名に改名[15]。
- 立ち位置は向かって右。ボケ担当。
- 166cm、70kg。A型。
- 福岡県福岡市出身。
- 福岡大学卒業
- 姉と双子の兄を持つ3人兄弟の末っ子。
- 一発ギャグを得意とし1000個以上のギャグを持っている。
- 下戸である。

#### 来歴
- 学生時代、皆の前で先生のモノマネをやるなどして笑いを取っていたことから「これだったら俺も芸人になれる」という軽いノリで芸人を目指し始めたという[7]。
- 大学時代は、学校の先生になろうと、教職の講義も受けていた[※ 2]。
- NSC東京校16期生。

## 概要

### 結成の経緯
- 2人は福岡大学の同級生。共通の友人を通して出会い、結成[※ 2]。
- 福岡のアマチュア芸人団体（当時）の「お笑い番長」に入って活動する。
- 2010年、もう1組のコンビとともに上京。NSC東京校へ入学する[7]（16期生）。
- 旧コンビ名「サンシャイン」は、当時の売れるコンビ名のジンクス（「ン」が名前にあるコンビは売れる）にあやかり付けた[※ 2]。

### 特徴
- 主にコントを行う。
- 渋谷よしもと漫才劇場を中心に活動中[16]。
- 劇場でのネタライブのほか、月1回程度トークライブを開催している。
- 渡辺裕太が座長を務める演劇×コントユニット「わたなべやしき」のメンバー。
- 2018年9月 - 2019年7月にかけて、キングオブコントの優勝を目指し、コントの新ネタを100本制作、披露した[17]。
- 2019年、みやま市観光大使に就任[18]。

### 実績
- THE MANZAI
  - 2012年　2回戦進出
  - 2013年　2回戦進出
- ABCお笑いグランプリ
  - 2013年　2回戦進出[19]
  - 2018年　最終予選進出[20]
- キングオブコント
  - 2013年　準決勝進出[19]
  - 2015年　準決勝進出
  - 2019年　準決勝進出
  - 2020年　準決勝進出
  - 2021年　準々決勝進出
  - 2022年　準々決勝進出
  - 2023年　準々決勝進出
  - 2024年　準々決勝進出
- M-1グランプリ[21]
  - 2015年　3回戦進出
  - 2016年　2回戦進出
  - 2017年　3回戦進出
  - 2018年　2回戦進出
  - 2019年　準々決勝進出
  - 2020年　2回戦進出
  - 2021年　3回戦進出
  - 2022年　3回戦進出
  - 2023年　3回戦進出
  - 2024年　3回戦進出
- R-1グランプリ（坂田）
  - 2022年　準決勝進出

## メディア出演

### テレビ番組
- プレミアの巣窟（フジテレビ、2015年1月12日）
- パラビき！パラビき！あらびき団～四天王編～
- 朝まであらびき団スペシャル あら-1グランプリ2017（TBS、2017年12月29日）[22]
- 本能Z（CBC、2018年1月17日） - 板尾創路の後輩芸人として出演[23]

### ラジオ番組
- マイナビ Laughter Night（TBSラジオ、2019年1月25日）[24]

## ライブ

### 単独ライブ
- 「お前の宇宙に入れてくれ」（2014年7月19日、ヨシモト∞ホール）[25]
- 「ギムレットには早すぎる」（2015年4月4日、ヨシモト∞ホール）[26]
- 「東京ファンファーレ」（2015年8月31日、ルミネtheよしもと）[27]
- 「サマータイムブルース」（2016年6月25日、よしもと沖縄花月）[28]
- 「FOREVER YOUNG」（2016年7月27日、ルミネtheよしもと）[29]
- 「ハイライトサーチライト」 （2023年2月26日、よしもと有楽町シアター）[30]

### トークライブ
- 「メメメメメリケン」（ヨシモト∞ドーム）

約1時間のトークライブ。毎月開催中。